# Festivalul Internațional de Film Fantastic de la Avoriaz din 1982
Festivalul Internațional de Film Fantastic de la Avoriaz din 1982 (în franceză Festival international du film fantastique d'Avoriaz 1982) a fost cel de-10 Festival Internațional de Film Fantastic de la Avoriaz. A avut loc între 16 - 23 ianuarie 1982.
Filmul Mad Max 2 regizat de George Miller a primit Marele Premiu al festivalului.

## Membrii juriului
- Jeanne Moreau (președintele juriului)
- René Clément (reprezentând juriul primului festival)
- Aleksandar Petrović (al 2-lea festival)
- César (al 3-lea festival)
- Iannis Xenakis (4-lea festival
- Steven Spielberg (al 5-lea festival)
- Jeanne Moreau (al 6-lea festival)
- Georges Conchon (al 7-lea festival)
- Donald Sutherland (al 8-lea festival)
- Fernando Rey (al 9-lea festival)

### Membri noi
- Jacques Demy⁠(d)
- Brian De Palma
- Pierre Richard
- Ugo Tognazzi
- Marina Vlady
- John Boorman⁠(d)
- Sean Connery

## Selecție

### Competiție

#### Lungmetraje
- À travers les ronces vers les étoiles (Cherez ternii k zvyozdam) de Richard Victorov ( Uniunea Sovietică)
- L'Ange de la vengeance (Ms. 45) deAbel Ferrara ( Statele Unite ale Americii)
- Les Brumes de l'été (Kagero-za) de Seijun Suzuki⁠(d) ( Japonia)
- Le Fantôme de Milburn (Ghost Story) de John Irvin ( Statele Unite ale Americii)
- La Ferme de la terreur (Deadly Blessing) de Wes Craven ( Statele Unite ale Americii)
- La Galaxie de la terreur (Galaxy of Terror) de Bruce Clark ( Statele Unite ale Americii)
- La Guerre des mondes (Wojna swiatów - nastepne stulecie) de Piotr Szulkin ( Polonia)
- L'Incroyable Alligator (Aligatorul) de Lewis Teague ( Statele Unite ale Americii)
- Litan de Jean-Pierre Mocky ( Franța)[4][5]
- Looker de Michael Crichton ( Statele Unite ale Americii)
- Mad Max 2 : Le Défi de George Miller ( Australia)
- La Main du cauchemar (The Hand) deOliver Stone ( Statele Unite ale Americii)
- Mémoires d'une survivante (Memoirs of a Survivor) de David Gladwell ( Regatul Unit)
- Meurtres à la St-Valentin (My Bloody Valentine) de George Mihalka ( Canada)
- Venin (Venom) de Piers Haggard ( Regatul Unit)
- Wolfen de Michael Wadleigh ( Statele Unite ale Americii)

#### Scurtmetraje
- L'Avant-dernier de Luc Besson
- Les Filles de l’égalité de Michel Ocelot
- Le Rat noir d'Amérique de Jérôme Enrico
- Rendez-vous hier de Gérard Marx
- Le Motard de l'apocalypse de Richard Olivier
- Synapses de René Lalanne
- Arms de Philippe Charigot
- Le Voyage d'hiver de Frédéric de Foucaud
- La Comète de Catherine Cohen
- Barbe Bleue d'Olivier Gilon

### În afara competiției
- Je tue il de Pierre Boutron ( Franța)
- Pimak de Doo-yong Lee ( Coreea de Sud)
- Pleine lune de Jean-Pierre Richard ( Franța)

## Premii
- Marele Premiu: Mad Max 2  de George Miller
- Premiul special al juriului: Wolfen de Michael Wadleigh și Memoirs of a Survivor de David Gladwell
- Mențiune specială: Războiul lumilor (Wojna swiatów - nastepne stulecie) de Piotr Szulkin
- Premiul criticii: Litan: La Cité des spectres verts (Litanie: Orașul fantomelor verzi) de Jean-Pierre Mocky[5]
- Antena aurie: Memoirs of a Survivor de David Gladwell